# Associação Nacional Movimento Pró Armas
O PROARMAS, oficialmente Associação Nacional Movimento Pro Armas (AMPA), é uma associação com sede no município de Campo Grande, Mato Grosso do Sul, que alega ter o objetivo de produzir conteúdo sobre armas de fogo e atuar pelo acesso civil às armas de fogo.
O PROARMAS foi fundado pelo advogado sul-mato-grossense, Marcos Pollon que é deputado federal pelo estado do Mato Grosso do Sul.

## Ações
O PROARMAS atua fazendo lobby junto a políticos e candidatos, escrevendo propostas para o Congresso Nacional do Brasil e até despachando em gabinetes de senadores. Apoiaram mais de 50 candidatos às eleições gerais no Brasil em 2022 em troca de cargos no Congresso, logrando eleger 23 parlamentares. O próprio presidente da organização assume que exige um cargo no gabinete de cada político em troca do apoio.
Incluindo as eleições estaduais, o PROARMAS apoiou mais de 80 políticos em 2022 e, a partir do incentivo de Jair Bolsonaro, o grupo elegeu pelo menos 33 candidatos para cargos de deputado federal, senador e deputado estadual, a maioria pelo Partido Liberal, incluindo seu presidente, Marcos Pollon, amigo íntimo de Bolsonaro. Ao todo, os candidatos declararam R$ 165 milhões em bens.
Do total de candidatos apoiados pelo PROARMAS em 2022, cerca e 31% respondiam na justiça por homicídio, violência doméstica, apologia ao estupro e ao racismo, prevaricação, entre outros crimes.

### Lei Rouanet
Durante a Convenção Nacional Pró-armas, em 2022, o então secretário nacional de Incentivo e Fomento à Cultura, André Porciuncula, prometeu R$ 1 bilhão da Lei Rouanet para financiar eventos pró-armas ao lado de Mário Frias, Secretário da Cultura no governo de Jair Bolsonaro, que defendeu uma "guerra cultural". Ambos deixaram seus cargos para poder concorrer pelo PL nas eleições daquele ano. Porciuncula defendeu, ainda, que a arma de fogo deve ser usada para combater o Estado, por exemplo, nas restrições impostas pela pandemia de COVID-19 no Brasil.

### Sorteios ilegais
Em 2022 o grupo realizou uma série de sorteios ilegais de pistolas, rifles e fuzis. Para burlar a fiscalização, utilizavam termos como "furadeira" para se referir a pistolas e "guarda-chuva" para falar de fuzis. Um dos políticos apoiados pelo PROARMAS, José Figueiredo Barreto, chegou a criar um site especializado nesse tipo de atividade ilegal.

### Violência no campo
Os líderes da organização são herdeiros de grandes fazendeiros e tem atuado para armar os grandes proprietários rurais, financiados por empresas e associações do agronegócio. Ministrando cursos e palestras, o PROARMAS ensina aos fazendeiros formas de burlar as restrições legais para poder ter mais armas em suas propriedades e andar com elas, criando clubes de tiro dentro das próprias fazendas, dentro de uma lógica de expansão do agronegócio e violência rural. Com mais armas à disposição, as milícias dos ruralistas tem imposto o terror no campo e vitimando centenas de indígenas e trabalhadores rurais.

### Ofensiva contra a imprensa
Desde 2021, o Proarmas tem movido dezenas de ações contra veículos de imprensa que divulguem resultados de pesquisas acadêmicas que correlacionem o números de armas e o aumento de criminalidade ou que citem dados oficiais sobre o assunto.

## Tentativa de atentado a bomba
Na véspera do Natal de 2022, o empresário paraense George Washington de Oliveira Sousa tentou explodir um caminhão de combustível de avião com uma bomba nos arredores do Aeroporto de Brasília com a intenção de explodir o aeroporto para justificar um golpe de Estado. O terrorista é CAC e militante do Proarmas e buscou, inclusive, a ajuda do presidente da organização quando foi preso. Apesar de declarar uma renda mensal entre R$ 4 e R$ 5 mil, foi encontrado com ele um arsenal no valor de R$ 160 mil, incluindo pistolas, revólveres, fuzis, carabinas, munições e até dinamite. O terrorista declarou à Polícia Federal que, como não tinha a documentação permitindo o transporte das armas, se fosse parado pela polícia, acionaria o Proarmas para tentar justificar sua participação em alguma competição.

## Manifestação

### Primeira edição 2020
Os organizadores alegam que cerca de 5 800 pessoas participaram do ato.

### Segunda edição 2021
Na segunda edição de 2021, a Polícia Militar declarou ter interditado duas faixas da via S1.

### Terceira edição 2022
A edição de 2022, com cerca de 2 000 pessoas,  foi marcada pela propaganda eleitoral antecipada ilegal dos candidatos apoiados pelo PROARMAS. 

### Quarta edição 2023
O ato foi marcado pelo discurso do deputado Eduardo Bolsonaro, em que este comparou os professores a traficantes e elogiou o PROARMAS por sua vinculação com os ataques de 8 de janeiro em Brasília, afirmando que o grupo fez um "excelente trabalho".